# Ctenocerinae
Ctenocerinae (лат.) — подсемейство дорожных ос (Pompilidae).

## Распространение
Южное полушарие: Австралия, Африка, Южная Америка.

## Строение
Вершина головы поднимается за простыми глазками, образуя острый угол, а переднеспинка очень длинная. Охотятся на пауков семейства Ctenizidae. В настоящее время подсемейство распознается по следующим признакам: (1) метасомальный стернум 2 с отчетливой резкой поперечной бороздкой; (2) мезофемур и метафемур без субапикальных шиповидных волосков, расположенных в бороздках или ямках; (3) метатибии без чешуевидных шипов или зубчатых килей и с короткими, субравными шипами, направленными прямо назад; (4) переднее крыло с первой кубитальной жилкой (Cu1), простой в основании, без явного отклонения вниз; (5) наличник пластинчатый по форме; и (6) самцы с зубчатыми усиками. Насколько нам известно, ктеноцериновые пауки питаются пауками-ловушками.

## Систематика
Известно около 30 родов, однако классификация Ctenocerinae требует проведения дальнейших анализов. Подсемейство помпилид Claveliinae было впервые предложено Хауптом (1929) (типовой род: Clavelia Lucas, 1851) для помпилид, имеющих странные на первый взгляд изменения головы и переднеспинки: вершина поднимается за глазками, образуя острый угол, а переднеспинка очень длинная. Впоследствии Арнольд (1934) синонимизировал Clavelia с Ctenocerus Dahlbom, 1845. В результате название подсемейства было изменено с Claveliinae на Ctenocerinae Arnold, 1934. Эванс (1972) рассматривал эту группу как трибу Ctenoceratini (которую следовало бы правильно называть Ctenocerini), полагая, что она представляет собой примитивную ветвь Pepsinae, специализированной на добыче пауков Ctenizidae.
Waichert с соавторами (2015) построили молекулярную филогению Pompilidae с глобальным охватом на основе байесовского анализа и анализа четырех маркеров ядерной ДНК. Полученное консенсусное дерево показало, что отобранные Ctenocerinae, включая Trichosalius, Paraclavelia и Ctenocerus, составляют самую раннюю дивергирующую кладу в Pompilidae, сестринскую по отношению ко всем остальным подсемействам. Среди подсемейств дорожных ос имеет следующие филогенетические отношения: Ctenocerinae + ((Ceropalinae + Notocyphinae) + (Pompilinae + Pepsinae)).
Кроме того, они обнаружили, что Ctenocerinae sensu Haupt (1929) и Evans (1972) являются полифилетическими: представители африканской ветви Ctenocerinae sensu Arnold (1932) (то есть истинные Ctenocerinae) ответвляются раньше всех и являются сестрами всех остальных Pompilidae, а представители южноамериканских и австралийских «Ctenocerinae» находятся в отдаленном родстве друг с другом в рамках клады Pepsinae, которая является сестринской по отношению к кладе Pompilinae. Такая топология подтверждает предположение Эванса (1972) о том, что ряд различных видов Pepsini независимо друг от друга стали одинаково специализированы для добычи пауков Ctenizidae. Предварительный филогенетический анализ подтвердил, что австралийские Ctenocerinae входят в кладу Pepsinae и что Ctenocerinae sensu Haupt (1929) и Evans (1972) являются полифилетическими.
- Abernessia Arlé 1947 — 4 вида, Южная Америка[10][11][12]
- Apoclavelia Evans 1972 — 1 вид, Австралия[2]
- Apteropompilus Brauns, 1899 — 1 вид, Южная Африка
- Apteropompiloides Brauns, 1899 — 1 вид, Мозамбик
- Ateloclavelia Arnold, 1932 — 3 вида, Южная Африка[13][14]
- Austroclavelia Evans 1972 — 1 вид, Австралия[2]
- Clavelia Lucas, 1851 — 12 видов, Южная Африка
- Claveliella Arnold, 1939 — 1 вид, Южная Африка
- Cteniziphontes Evans 1972 — 2 вида, Австралия[2]
- Ctenocerus Dahlbom, 1845 — 10 видов, Южная Африка
- Epipompilus Kohl (1884) — ок. 40 видов, Австралия, Америка
- Euclavelia Arnold, 1935 — 2 вида, Южная Африка[15]
  - Evansiclavelia Pitts, Rodriguez & Shimizu, 2021[9] — 1 вид, Австралия (Evansiclavelia poecilopteryx )
- Hadropompilus Arnold, 1934 — 2 вида, Южная Африка[7]
- Hypoferreola Ashmead 1902
- Lepidocnemis Haupt 1930
- Marimba Pate, 1946 — 6 видов, Африка[16]
- Masisa Arnold, 1934 — 2 вида, Центральная Африка[7]
  - Maurilloides Pitts & Shimizu, 2021[9] — 1 вид, Австралия (Maurilloides nigrisoma)
- Maurillus Smith 1855 — 2 вида, Австралия
- Micragenia Arnold, 1934[7]
- Paraclavelia Haupt, 1930 — 27 видов, Африка
- Parapompilus Smith, 1855 — 18 видов, Южная Африка
- Parapsilotelus Arnold, 1960 — 1 вид, Танзания
- Pezopompilus Arnold, 1946 — 1 вид, Кения
- Protoclavelia Arnold, 1932[14]
- Pseudopedinaspis Baruns, 1906 — 2 вида, Африка
- Psilotelus Arnold, 1932 — 2 вида, Южная Африка[14]
- Spathomelus Wahis, 2013 — 1 вид, Южная Африка[17]
- Stenoclavelia Arnold, 1935[15]
- Teinotrachelus Arnold, 1935 — 4 вида, Южная Африка[15]
- Trichosalius Arnold, 1934 — 5 видов, Южная Африка[7]